# Szefcsik Zsolt
Szefcsik Zsolt József (Budapest, 1967 –) hegedűművész, hangversenymester.

## Élete
1991-ben kitüntetéssel diplomázott a Liszt Ferenc Zeneművészeti Főiskola hegedű tanszakán, ahol tanárai Bánfalvi Béla, Csontha András, Devich Sándor, Devich János, Kurtág György voltak. 1988-ban II. díjat nyert a Zathureczky Ede-hegedűversenyen, 1990-ben I. díjat a Weiner Leó Kamarazenei Versenyen. 1992-től 1994-ig a Freiburgi Zeneművészeti Főiskola hallgatója volt, ahol művészdiplomát szerzett.
1994-től a BFZ tagja: 2005 óta rendszeresen vezet kamarazenekari produkciókat.
1994-ben megalakította az Erdődy Kamarazenekart, melynek koncertmestere és művészeti vezetője. Együttese tevékenységének súlypontja a 18–19. századi magyar vonatkozású zeneművek kutatása, újra előadása, valamint kortárs hazai zeneszerzőktől új művek rendelése és bemutatása. Zenekarával több mint száz darabot mutatott be, ezekből eddig 16 CD és DVD készült. Felvételeivel kétszer nyerte el a Le Monde de la Musique Choc díját.
2002-ben együttesével megkapta a Gramofon folyóirat Magyar Klasszikus Díját, 2005-ben az Akadémiai Klub Művészeti Díját. Lengyel zeneművek magyarországi népszerűsítéséért 2006-ban lengyel állami kitüntetésben részesült. 2008-ban a Liszt Ferenc Zeneművészeti Egyetemen doktori címet szerzett.

## Forrás
- Budapesti Fesztiválzenekar (magyar nyelven). Budapesti Fesztiválzenekar. (Hozzáférés: 2020. május 11.)
- Szefcsik Zsolt adatlapja a dun&bradstreet adatbázisában